# Ojämlikhet i Sverige

Skillnader i inkomstojämlikhet hos Sverige och världens övriga länder såsom uppmätt med ginikoefficienter 2014.

Ojämlikhet i Sverige omfattar ojämlikhet ur en mängd perspektiv: ekonomisk, social, politisk ojämlikhet, m.m. Ur ett ekonomiskt perspektiv kan man se att Sverige och övriga Skandinavien tillhör några av världens minst ojämlika länder när det gäller inkomst. Det märks exempelvis genom ginikoefficienten för inkomst, där Sverige i likhet med övriga nordiska länderna har en av de lägsta ginikoefficienterna i världen.  Sverige är ett av de länder med lägst lönespridning i hela OECD.

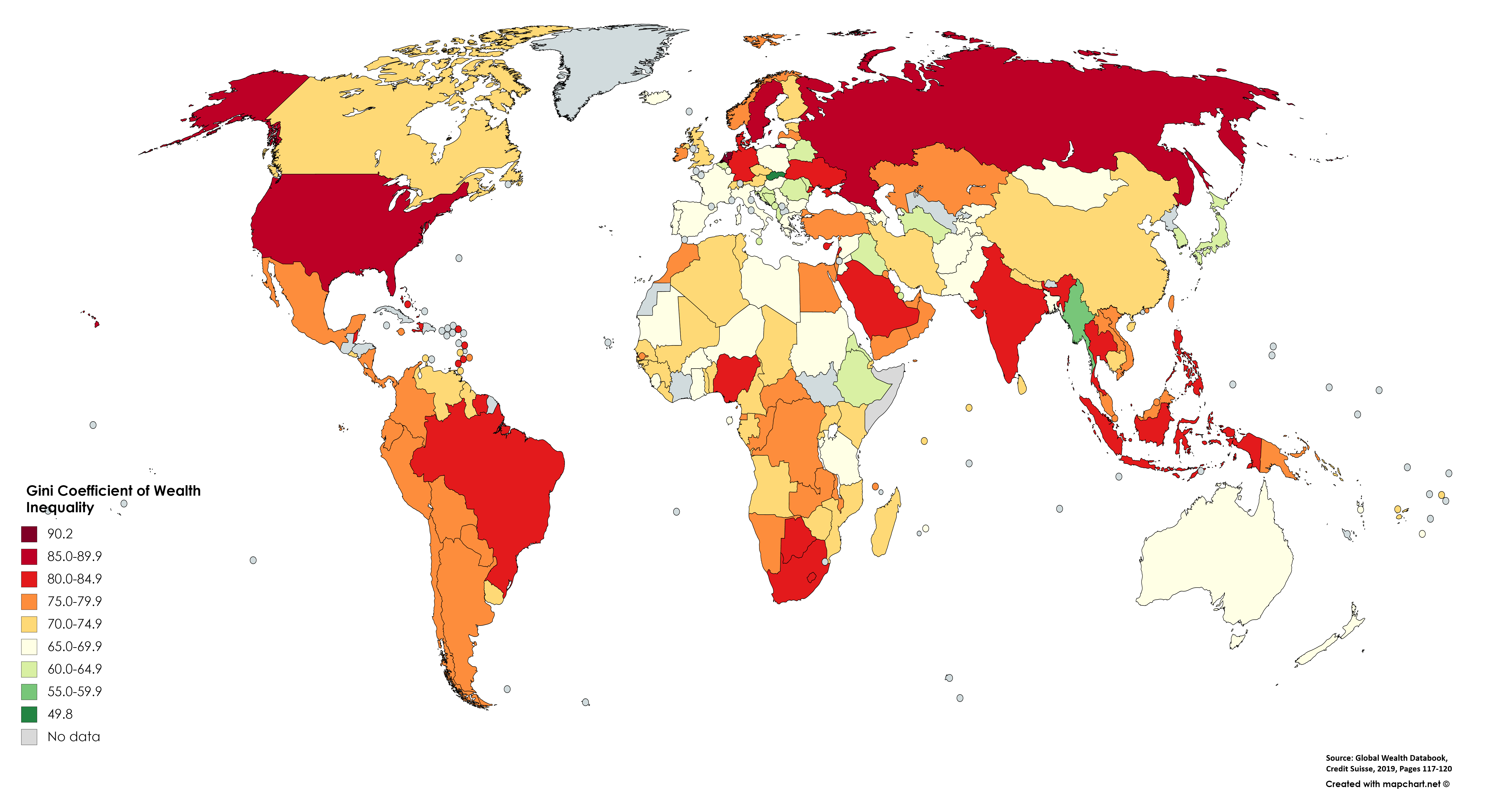
Skillnader i förmögenhet hos Sverige och världens övriga länder såsom uppmätt med ginikoefficienter

Sett till redovisad förmögenhet blir dock bilden annorlunda. Det finns dock betydande mätproblem när det kommer till förmögenheter (till skillnad från inkomster). Det försvårar relevanta internationella jämförelser av förmögenhetsojämlikhet. Den rikaste tiondelens andel av förmögenheten uppgick 2018 till 74,9 procent, vilket enligt det måttet gör Sverige till det sjunde mest ojämlika landet i världen. Sverige hamnar även högt i jämförelse med andra länder sett till ginikoefficienten baserad på förmögenhet, enligt det måttet som åttonde mest ojämlikt i världen. Förmögenhetsojämlikheten sjönk under 1900-talet fram till 1970 och har sedan dess legat på en stabil nivå.
Daniel Waldenström, forskare vid Institutet för näringslivsforskning specialiserad på bland annat ekonomisk ojämlikhet, skatter och finansiell utveckling, menar att institutionella förändringar såsom reformer av den politiska demokratin, förbättrade utbildningsnivåer och förbättrade arbetsrättigheter har bidragit till att höja arbetstagarnas inkomster och gett dem möjlighet att investera i sin egen framtid. Detta menar Waldenström kan ha varit drivande för förändringar i ekonomisk ojämlikhet (mätt som förmögenhetskoncentration) som observerats under 1900-talet. Ojämlikheten föll då snabbt. Under 2000-talet har istället ojämlikheten ökat något igen. Förändringarna har dominerats av en mycket stor ökning under 1900-talet i bostads- och pensionssparande som ägs av en bred medelklass.

## Historia
Den höga jämlikheten i inkomster i Sverige - relativt andra länder - beror delvis på en jämlik kultur och på historiska förhållanden och delvis på en väl utbyggd välfärdsstat och starka demokratiska institutioner. I de historiska förhållanden finns det flera tecken på ett jämlikhetstänkande sedan många hundra år tillbaka i Skandinavien. De klassmässiga gränslinjerna neråt var inte lika markerade i Sverige som i till exempel Tyskland. Sverige och Norge tillhör ett fåtal länder i Europa som aldrig införde livegenskap för bönderna. I stället har bönderna varit fria och i hög utsträckning självägande i form av odalbönder.[källa behövs]
Före 1200-talets slut beslutande de självägande bönderna – på lands- och häradstingen – själva i frågor som rörde lagstiftning, beskattning, lagskipning och förvaltning. I Sverige hade denna bondeklass även tidigt haft representation i riksdagen. Vid Sveriges ståndsriksdag i Uppsala år 1436 infördes de fyra stånden: adel, präster, borgare och bönder. Läskunnighetskrav och skolundervisning för större grupper medborgare infördes även det ovanligt tidigt i Sverige. Flera studier över kulturella värderingar visar vidare att de svenska och skandinaviska kulturerna är särskilt jämlikhetsinriktade och tillhör världens mest universalistiska kulturer.
Kritiker till beskrivningen av Sveriges jämlikhet som rotad i historien med självägande bönder har dock pekat på att de svenska förhållandena inte alls varit särskilt jämlika. Den förment långa jämlikhetstraditionen till trots var inkomsterna i Sverige vid 1900-talets början mer ojämlikt fördelade än i USA, Tyskland eller Storbritannien. Det är först under 1940- och 50-talet som den ekonomiska ojämlikheten går ner kraftigt, ungefär samtidigt som välfärdsstaten byggs upp i Sverige. 
Under 1960- och 70-talen sjönk den ekonomiska ojämlikheten kraftigt, inte minst till följd av den solidariska lönepolitiken, starkare arbetsrätt och individuell beskattning av män och kvinnor (jämfört med den tidigare sambeskattningen). Fler kvinnor kom ut på arbetsmarknaden och skatterna höjdes, särskilt marginalskatterna. Under 70-talet visade det sig emellertid att västvärldens ekonomiska modell hade strukturella brister, vilka visade sig under lågkonjunkturen samma årtionde, som inkluderade oljekrisen 1973 och den efterföljande stagflationen. Krisen resulterade i en ny ekonomisk politik under 80-talet, med sänkta skatter och avregleringar i olika sektorer. Avregleringarna och skattesänkningarna ledde i sin tur till att ojämlikheten för bl.a. inkomster började öka igen.
Under 1990-talet genomfördes en skattesänkning på kapitalinkomster, vilket gjorde det mer fördelaktigt att ta ut vinster som utdelning snarare än som lön. Särskilt fördelaktigt blev det att ta utdelning i onoterade fåmansbolag, där skatten är 10% lägre än i företag som är börsnoterade. Den utvecklingen har också gjort att det blivit svårare att forska eller spåra förmögenheterna bland de rikaste. På 00-talet togs skatterna på förmögenheter, fastigheter, arv och gåvor bort, vilket sannolikt har underlättat för de rikaste att samla kapital och öka sin förmögenhet. Under samma årtionde infördes jobbskatteavdragen, samtidigt som priserna på bostäder ökade kraftigt, vilket har ökat klyftorna mellan rika och fattiga ytterligare.

## Ekonomisk ojämlikhet
För att analysera hur stor den ekonomiska ojämlikheten är kan man använda några olika mått. Vanligt är att analysera fördelningen av inkomster mellan olika grupper, fördelningen av förmögenheter och lönernas andel av nationalinkomsten jämfört med t.ex. kapitalinkomster.

### Inkomstojämlikhet
Det finns diverse svårigheter med att beräkna hur ojämlika inkomsterna är i Sverige. Dels ändrades definitionen av en inkomst i samband med skattereformen 1991, dels tar mått som Ginikoefficienten enbart hänsyn till kontanta överföringar till hushåll, exempelvis försörjningsstöd och bostadsbidrag. Omfördelningen av inkomster i samhället sker inte enbart via sådana överföringar, utan även genom att välfärden är offentligt finansierad och subventionerad, vilket skulle kunna påverka uträkningen av ojämlikheten. En studie från 2018 visade att om man tar hänsyn till sådana indirekta omfördelningseffekter så skulle Ginivärdet sänkas med en fjärdedel i Sverige, och liknande för andra välfärdsstater i väst. 
Trenden för inkomstojämlikheten i Sverige var under mitten av 1900-talet att ojämlikheten minskade. En markant nedgång skedde under 1970-talet, för att nå sin botten runt 1980 och efter det har ojämlikheten vänt uppåt på nytt. Trenden med ökande inkomstskillnader är konsekvent för såväl inkomsten för de rikaste 10 % (toppdecilens inkomstandel), som ojämlikheten mätt enligt Ginikoefficienten. Fram till finanskrisen 2008 ökade inkomstskillnaderna vad gäller både arbets- och kapitalinkomster, men efter finanskrisen har kapitalinkomster drivit de ökande inkomstskillnaderna. 
Även om ojämlikheten har ökat för samtliga länder i OECD så har ökningen varit relativt snabb i Sverige. 1995 låg inkomstojämlikheten i Sverige på 21 enligt Ginikoefficienten och fram till 2022 hade detta ökat till 29, en ökning med 35 %. Det är också värt att konstatera att inkomsterna för de 10% rikaste i Sverige har fördubblats mellan 1991 och 2020, samtidigt som den fattigaste tiondelen inte sett liknande ökningar i inkomster. Inkomsterna för de fattigaste har ökat med ungefär 0,4% per år, jämfört med de rikaste som haft en ökningstakt på ca 2,5% per år sedan 1970-talet. I takt med detta har också fattigdomen ökat, särskilt för ensamstående, där var tredje förälder riskerar att hamna under fattigdomsgränsen för sin inkomst. I början av 1990-talet låg risken på ungefär 10 %. 
Många forskare vill ändå beskriva Sverige som ett relativt jämlikt land, trots ökningen i ojämlikhet. Norge har dock gått om Sverige och rankades 2016 som mer jämlikt sett till inkomsterna.
Enligt Daniel Waldenström, professor vid Institutet för Näringslivsforskning, kvarstår Sverige, trots att inkomstojämlikheten ökat snabbare i Sverige än i andra jämförbara länder på senare år, som ett av de jämlikaste länderna.

### Löneandelen av nationalinkomsten
Ett annat sätt att mäta ojämlikhet i ett samhälle är att jämföra andelen av löner respektive kapitalinkomster som utgör nationalinkomsten. Genom att analysera lönernas andel jämfört med kapital kan man få en fingervisning om den relativa makten mellan löntagare och kapitalägare i ekonomin. Andelen av löneinkomster i en ekonomi tenderar att vara ganska stabil över tid - även i Sverige - varför det kan vara svårt att dra några större slutsatser. För Sveriges del ligger löneandelen på runt 80 % av nationalinkomsten. Toppnoteringen under senare 1900-talet var 1977 då löneandelen låg på 88%, för att sjunka till runt 75% 1995, enligt EU-kommissionens statistik. Nedgången runt mitten av 90-talet har sannolikt att göra med finanskrisen i Sverige 1990-1994 och de större förändringarna i Sveriges politiska ekonomi som skett under 80-talet. Enligt IMF:s och OECD:s analyser, m.fl. har den globala löneutvecklingen mellan 1980-talet och fram till åren före finanskrisen 2007-2008 frånkopplats från produktionsökningar och effektiviseringar, vilket har medfört en ökad ojämlikhet mellan löntagare och kapitalägare. Utvecklingen sedan 2008 har varit mindre tydlig, där löneandelen för Sverige har ökat marginellt. En förklaring till detta har varit att vinster och kapitalinkomster faller snabbare än löner i lågkonjunkturer.

### Fördelningen av förmögenhet
I likhet med andra mått på ekonomisk ojämlikhet innebär en analys av ojämlikheten sett till förmögenheter vissa mätproblem. Det kan vara svårt att definiera exakt vad som ska omfattas av begreppet förmögenhet, men vanligt är att inkludera ekonomiska tillgångar i form av tillgångar på bankkonton, värdepapper av olika slag (aktier, fonder, m.m.) och kapitalförsäkringar. Flera ekonomer pekar också på att man i en förmögenhetsanalys måste beakta ett lands välfärdssystem, eftersom det reducerar behovet av att bygga upp en privat förmögenhet som skyddsnät och därmed kan ses som en typ av tillgång.
Under 1900-talet minskade förmögenhetsojämlikheten i Sverige fram till 1970-talet, då den nådde en botten för att sedan stabiliseras och möjligen öka något. Under 00-talet ägde de rikaste 10 % ungefär 60 % av all förmögenhet och den rikaste 1 % ungefär 20 % av all förmögenhet i Sverige. Sedan förmögenhetsskatten avskaffades 2006 har det varit svårt att mäta förmögenheten, men det finns indikationer på att förmögenheterna för de allra rikaste har accelererat sedan 2000-talets första årtionde.